# Marko Lazetić
Marko Lazetić (serbisch-kyrillisch Марко Лазетић; * 22. Januar 2004 in Belgrad) ist ein serbischer Fußballspieler auf der Position eines Stürmers. Er steht seit August 2025 beim FC Aberdeen unter Vertrag.

## Karriere

### Verein
Am 29. November 2020 gab Lazetić im Alter von 16 Jahren und 10 Monaten sein Debüt für Roter Stern Belgrad, als er in der 76. Minute für Richmond Boakye gegen FK Rad Belgrad eingewechselt wurde. Das Heimspiel endete mit einem 3:0-Sieg für Roter Stern. 2021 spielte er für eine Rückrunde auf Leihbasis für den Zweitligisten FK Grafičar Belgrad. Sein erstes Tor für Roter Stern erzielte er am 16. Oktober 2021 bei einem 7:1-Auswärtssieg gegen den FK Kolubara.
Am 27. Januar 2022, fünf Tage nach seinem 18. Geburtstag, wechselte Lazetić für eine Ablösesumme von schätzungsweise 4 Millionen Euro zum Serie-A-Klub AC Mailand und unterschrieb einen Vertrag bis Juni 2026. Lazetić wurde zuerst in der Primavera eingesetzt und bald darauf in den Kader der Profimannschaft berufen. Sein Debüt für die erste Mannschaft gab er in der Coppa Italia am 19. April im Spiel gegen den Stadtrivalen Inter, als er in der 86. Minute eingewechselt wurde. Dies blieb sein einziger Saisoneinsatz, mit Mailand wurde er zu Saisonende Meister. Im November 2022 machte er sein erstes Spiel in der Serie A.
Dies sollte allerdings zugleich sein einziges Saisonspiel in Italiens Oberhaus bleiben, im Februar 2023 wurde er an den österreichischen Bundesligisten SCR Altach verliehen. Für Altach kam er während der Leihe zehnmal in der Bundesliga zum Einsatz.
Für die Spielzeit 2023/24 wechselte Lazetić per Leihe in die Niederlande zu Fortuna Sittard. In der Hinrunde spielte er noch achtmal für Fortuna Sittard, während er in der Rückrunde meistens gar nicht im Kader gestanden hatte.
Im Sommer 2024 wechselte er leihweise nach Serbien zu FK TSC. Für die Serben absolvierte er 43 Pflichtspiele und erzielte dabei drei Tore.
Mitte August 2025 wechselte Lazetić zum FC Aberdeen und unterschrieb bei den Schotten einen Vertrag bis Sommer 2029.

### Nationalmannschaft
Seit 2019 durchläuft Lazetić die Jugendnationalmannschaften von Serbien. Mit der U19-Auswahl nahm er an der U19-Europameisterschaft 2022 in der Slowakei teil. Bei dem Turnier stand er in allen drei Gruppenspielen in der Startelf und erzielte auch zwei Tore, die Auswahlmannschaft schied allerdings auf dem 4. Tabellenplatz bereits vorzeitig aus dem Turnier aus.